# Pistolet Beretta 318
Beretta 318 – włoski kieszonkowy pistolet samopowtarzalny. Produkowana od 1935 roku wersja pistoletu Model 1919 różniąca się wyglądem zewnętrznym, głównie kształtem szkieletu o wyglądzie zbliżonym do innych pistoletów Beretty wprowadzonych do uzbrojenia w latach trzydziestych XX wieku. Beretta 318 była produkowana głównie na eksport do USA, gdzie sprzedawana była jako Panther.
Następcą Modelu 318 był w ofercie Beretty pistolet Model 418.